# Tastavinsaure
El tastavinsaure (Tastavinsaurus) és un gènere de dinosaure sauròpode pertanyent als Titanosauriformes. Està basat en un esquelet parcial del Cretaci Inferior trobat a prop del riu Tastavins a Pena-roja (Matarranya), d'aquí el seu nom. L'espècie tipus és el Tastavinsaurus sanzi, anomenat en honor del paleontòleg José Luis Sanz. El 29 de febrer de 2012 va transcendir la troballa d'un segon exemplar a  El Castellar (Aragó).